# Synalissa tempaca
Synalissa tempaca là một loài bướm đêm trong họ Erebidae.